# 하방경직성
하방경직성(下方硬直性) 또는 가격의 하방경직성은 수요공급의 법칙에 의해 내려야 할 가격이 어떤 사정으로 내리지 않는 것을 의미한다.

## 원인
1. 카르텔이 가격의 저하를 방지하는 경우
2. 강한 힘을 가진 노동조합이 본인들의 임금을 상승시켜, 효율성 향상으로는 도저히 원가를 낮출 수 없는 경우